# Myre (Berg)
Myre is een plaats in de gemeente Berg in het landschap Härjedalen en de provincie Jämtlands län in Zweden. De plaats heeft 55 inwoners (2005) en een oppervlakte van 9 hectare. De plaats ligt aan het Myrviken een baai van het meer Storsjön.